# 蒙蒂雷勒
蒙蒂雷勒（法語：Monthurel，法語發音：[mɔ̃tyʁɛl]）是法国上法蘭西大區埃纳省的一个市镇，属于蒂耶里堡区。

## 地理
蒙蒂雷勒（49°1'24"N, 3°32'48"E）面积3.86 平方千米，位于法国上法蘭西大區埃纳省，该省份为法国北部内陆省份，北起北部省，西接索姆省和瓦兹省，东临阿登省和马恩省，西南至塞纳-马恩省，东北部与比利时接壤。
与蒙蒂雷勒接壤的市镇（或旧市镇、城区）包括：塞勒莱孔代、布里地区孔代、科尼吉、勒伊-索维尼、圣欧仁、香槟谷村。

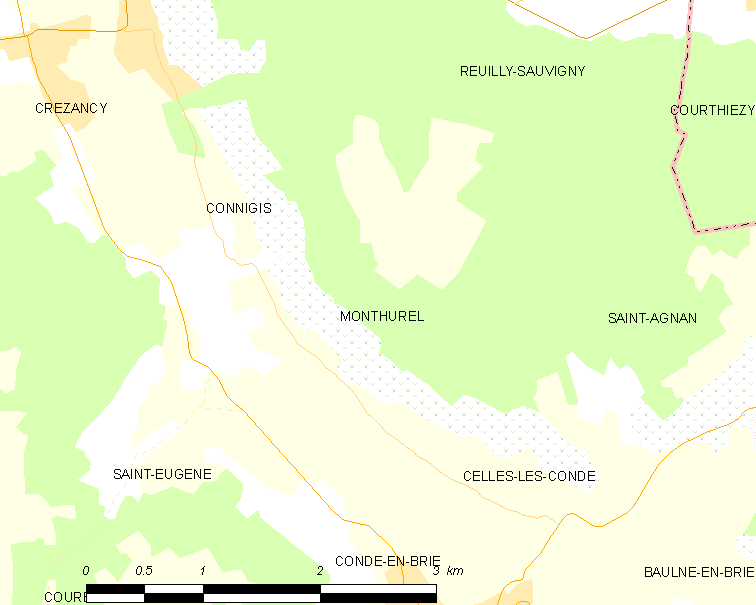
蒙蒂雷勒的OSM定位图

蒙蒂雷勒的时区为UTC+01:00、UTC+02:00（夏令时）。

## 行政
蒙蒂雷勒的邮政编码为02330，INSEE市镇编码为02510。

## 政治
蒙蒂雷勒所属的省级选区为马恩河畔埃索姆县。

## 人口

1962-2008年间蒙蒂雷勒人口变化图示

蒙蒂雷勒于2022年1月1日时的人口数量为137人。